# 桑妮·万哈宁
桑妮·万哈宁（芬蘭語：Sanni Vanhanen，2005年7月1日—），芬兰女子冰球运动员。她曾代表芬兰参加2022年冬季奥林匹克运动会冰球比赛，获得一枚铜牌。她也曾获得2021年世界女子冰球锦标赛季军。